# EX-100
La  EX-100  es la antigua denominación de la  N-523  cuando formaba parte de la red básica de la Junta de Extremadura, siendo la primera del catálogo antes de ser transferida al Gobierno de España. Algunos tramos conservan la antigua denominación, siendo  EX-100 , de Cáceres a Badajoz.

## Historia de la carretera
Es la antigua  N-523  que fue renombrada en el cambio del catálogo de Carreteras de la Junta de Extremadura en el año 1997.
El hecho de ser antes de su traspaso a la Junta de Extremadura una carretera nacional explica que el origen de los puntos kilométricos esté en Cáceres. En las carreteras nacionales, como regla general, el origen de los puntos kilométricos estaba en el extremo más cercano a Madrid.
Su origen se encontraba en la  N-630 , al sur de Cáceres, en la  Glorieta de San Fernando  y su final en la estación de ferrocarril de Badajoz.
En 2019 el Gobierno de España volvió a asumir la titularidad de la  EX-100 , en el tramo comprendido entre la  A-66  y la  A-5 , para construir la  A-58 . La Junta de Extremadura continúa siendo titular del resto de la vía. 

## Tramos
Tras pasar el tramo central al Ministerio de Fomento en 2019, fueron dos los tramos que mantuvieron la denominación  EX-100 :
- Tramo de Cáceres, comprendido entre la Glorieta de Acceso a Aldea Moret y la Glorieta que conecta el Recinto Ferial de Cáceres, la  N-630  y la  Ronda Sur-Este  ( EX-C2 )
- Tramo de Badajoz, comprendido entre la Glorieta de Acceso al Semillero de Empresas de Badajoz y la Glorieta del Extremo Norte del  Puente de la Universidad , donde enlaza con la  BA-20

## Trazado y carreteras enlazadas antes del cambio de titularidad en 2019
La longitud real de la carretera era de 87.350 m, de los que 36.840 m correspondían a la provincia de Cáceres y 50.510 m a la provincia de Badajoz.
Su desarrollo es el siguiente:
| P. K.           | HITO                                      | COORDENADAS                                 |
| --------------- | ----------------------------------------- | ------------------------------------------- |
| 0+000           | Cáceres. Inicio en la glorieta del ferial | 39°26′44″N 6°22′49″O / 39.445464, -6.380297 |
| 1+050           | Cruce sobre el ferrocarril                | 39°26′35″N 6°23′27″O / 39.443161, -6.390758 |
| 1+390           | Glorieta acceso a Aldea Moret             | 39°26′36″N 6°23′46″O / 39.443252, -6.395992 |
| 2+780           | Enlace con A-66 Autovía Ruta de la Plata  |                                             |
| 8+500           | Puente sobre el río Salor                 |                                             |
| 16+200          | Puente sobre el río Ayuela                |                                             |
| 29+860          | Intersección con CC-140 (Aliseda)         |                                             |
| 36+840          | Límite provincial Cáceres/Badajoz.        |                                             |
| 37+060          | Puerto de la Covacha                      |                                             |
| 39+220 - 40+160 | Travesía de Puebla de Obando              |                                             |
| 40+980          | Puerto del Zángano                        |                                             |
| 42+040          | Intersección BA-157                       |                                             |
| 48+420 - 49+200 | Travesía de La Roca de la Sierra          |                                             |
| 48+480          | Intersección EX-327 ( EX-214 )            |                                             |
| 50+610          | Intersección EX-214                       |                                             |
| 64+700          | Intersección BA-029                       |                                             |
| 80+450          | Acceso a Gévora                           |                                             |
| 80+455          | Inicio tramo con dos calzadas             |                                             |
| 80+550          | Intersección EX-110                       |                                             |
| 81+220          | Intersección EX-209                       |                                             |
| 81+870          | Enlace A-5 Autovía del Suroeste           |                                             |
| 82+190          | Puente sobre el río Gévora                |                                             |
| 82+930          | Cruce sobre el ferrocarril                |                                             |
| 84+810 - 86+970 | Travesía de Badajoz                       |                                             |
| 86+730          | Glorieta intersección EX-329              |                                             |
| 87+350          | Badajoz. Final en estación de ferrocarril | 38°53′25″N 6°58′55″O / 38.890408, -6.981931 |

## Otros datos de interés
(IMD, estructuras singulares, tramos desdoblados, etc.).
Los datos sobre Intensidades Medias Diarias en el año 2007 eran los siguientes:
| P. K.                         | IMD    | Ligeros | Pesados | % Pesados |
| ----------------------------- | ------ | ------- | ------- | --------- |
| 10+400 (Cáceres)              | 3.415  | 2.959   | 456     | 13,4      |
| 22+000 (Puerto de Clavín)     | 3.329  | 2.974   | 355     | 10,7      |
| 35+000 (Puerto de la Covacha) | 3.417  | 3.070   | 347     | 10,2      |
| 45+000 (Puebla de Obando)     | 3.662  | 3.299   | 363     | 9,9       |
| 50+500 (La Roca de la Sierra) | 3.738  | 3.373   | 365     | 9,8       |
| 70+000 (Gévora)               | 3.405  | 3.049   | 356     | 10,5      |
| 83+500 (Badajoz)              | 16.869 | 15.397  | 1.472   | 8,7       |